# Hermandad de Bellavista
La Hermandad del Dulce Nombre de Bellavista es una cofradía católica de ese barrio de Sevilla, Andalucía, España. Realiza su estación de penitencia el Viernes de Dolores.
El nombre completo de la corporación es Hermandad de Penitencia y Cofradía de Nazarenos de Nuestro Padre Jesús de la Salud y Remedios y María Santísima del Dulce Nombre en sus Dolores y Compasión. Tiene su sede en la iglesia parroquial del Dulce Nombre de María.

## Historia
La parroquia del Dulce Nombre de María se creó en 1968 y, poco después, se creó una Hermandad Sacramental. El imaginero Luis Álvarez Duarte labró la Virgen titular en 1969, que estaría bajo la advocación del Dulce Nombre. En 1970 se bendijo para la hermandad una figura de Cristo Cautivo realizada por Antonio Castillo Lastrucci para una hermandad de Jerez de la Frontera que no llegó a fundarse. Se le dio el nombre de Jesús de la Salud y Remedios.
La hermandad se disuelve en 1975. No obstante, en 1992 surgió la idea de crear una hermandad de penitencia en torno a las imágenes que existían en la parroquia, iniciativa que llevaron a cabo algunos miembros activos de la parroquia como Diego Centella Castro, José Joaquín Tejada de la Cañina, o Alfonso Lozano Pastrana, y en diciembre de ese año se concreta el proyecto con el párroco, D. Julián Novoa. Se realiza la primera salida con la imagen de Señor en Viacrucis por las calles del barrio, el Viernes de Dolores de 1993. En 1995 se reconoce por parte de la autoridad eclesial como agrupación parroquial. El 12 de septiembre de 1999 la hermandad sacó a la Virgen en procesión bajo palio por el barrio y desde el año 2000 todos los Viernes de Dolores, la Virgen y Jesús Cautivo procesionan por las calles del barrio. Las túnicas serán blancas de cola, con botonadura y cíngulo morados, así como antifaz morado portando el escudo. La Hermandad en 2013 solicitó la Coronación Canónica de María Santísima del Dulce Nombre.
Por obras de reconstrucción del nuevo templo parroquial, la hermandad reside provisionalmente en la parroquia del Sagrado Corazón de Jesús desde junio de 2019.

## Pasos

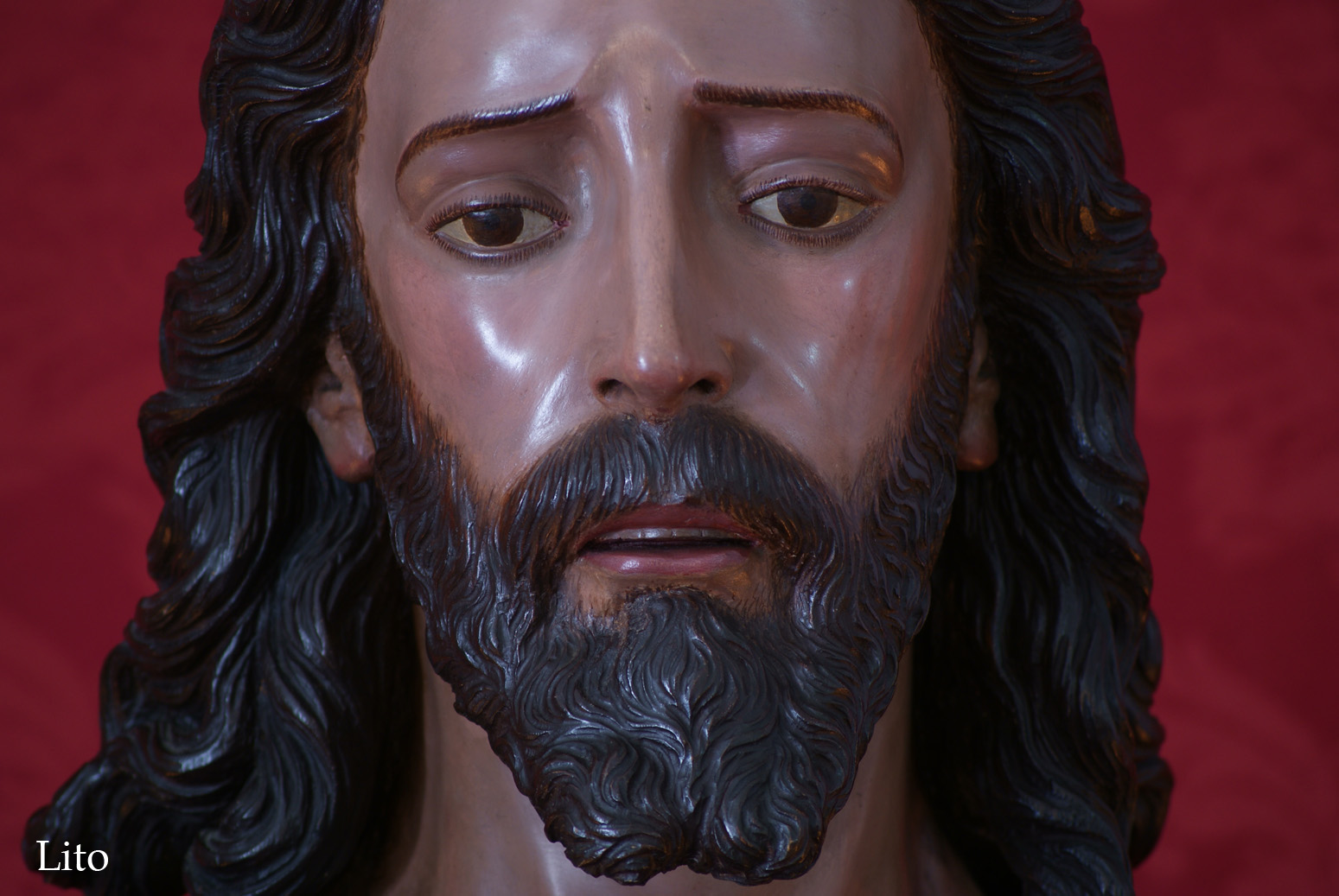
Jesús de la Salud y Remedios.
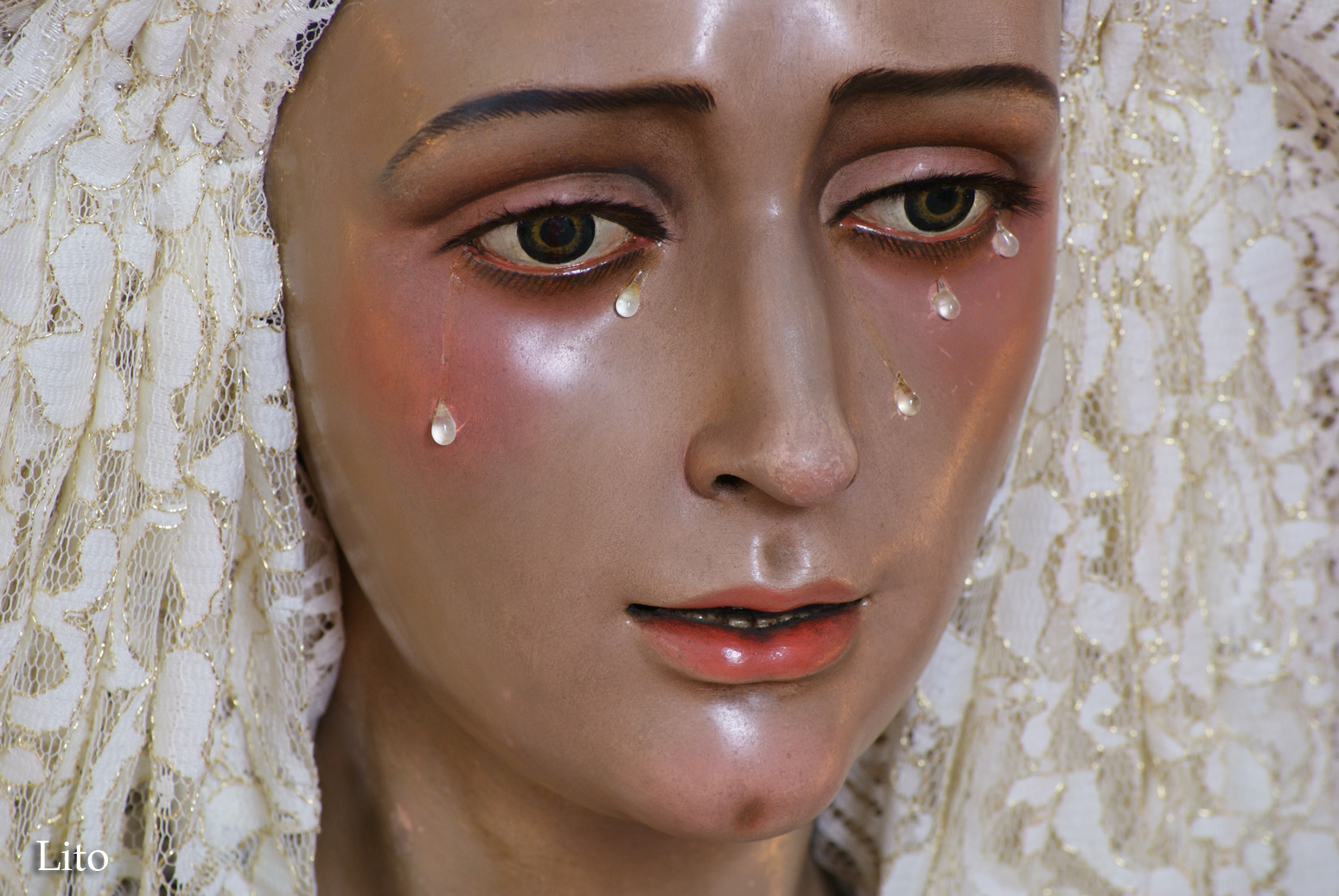
Virgen del Dulce Nombre.

El paso de misterio representa el momento en el que Jesús es prendido en el Huerto de Getsemaní. Acompañan al Señor un soldado romano, el judío Malco, Pedro dispuesto a cortarle la oreja al judío, éstas tres imágenes de Miguel Ángel Valverde en 2006, y en la trasera San Juan y Judas Iscariote. Estas dos últimas imágenes se incorporaron al Misterio en el año 2017, y son obra de Juan Manuel Montaño. Completa la escena un olivo natural.
La Virgen del Dulce Nombre procesiona en un palio de terciopelo azul liso. En julio de 2020 fue presentado el proyecto del futuro palio, diseñado por Álvaro Abril Vela. Será de estilo modernista, en color ocre y bordado en plata.

## Acompañamiento Musical
MISTERIO: Agrupación Musical Ntro. Padre Jesús de la Redención.
VIRGEN: Banda de Música Santa Ana (Dos Hermanas).